# Ulrich av Attems
Ulrich av Attems, född 1082, död 1170, var en italiensk monark. Han var regerande markgreve i Toscana mellan 1139 och 1152.